# سانت كيرلاخ
سانت كيرلاخ هو ناسك هولندي، ولد في 1100 في فالكنبورخ آن دي خول في هولندا، وتوفي بنفس المكان في 1170.